# 878-й стрелковый полк
878-й стрелковый полк — воинская часть Вооружённых Сил СССР в Великой Отечественной войне.

## История
Полк сформирован в июле 1941 года в составе 290-й стрелковой дивизии в Калязине. Находился в резерве дивизии до середины августа 1941 года.
По приказу Г. К. Жукова 12 августа 1941 года 878-й стрелковый полк должен был выйти из Красного и занять оборону на рубеже Дмитрово — Почеп. То, что 280-я и 269-я стрелковые дивизии смогли спокойно передислоцироваться и развернуться в Выгоничском и Почепском районах, стало возможным только благодаря героизму солдат и офицеров защищавшего Почеп 878-го стрелкового полка. К 18 августа 1941 года первый и второй батальоны 878-го полка занимали оборону от Дмитрово до Зелёной Рощи. Позиции прикрывавшего шоссе Мглин — Почеп 3-го батальона располагались вдоль небольшой речушки, протекавшей перед д. Житня, и далее уходили к Сетолово. У д.Поповка и д.Громыки размещались средства поддержки батальона — 3 батарея 753-го артиллерийского полка противотанковой обороны и 2 батарея 827-го артполка. Именно им и суждено было в течение четырёх суток противостоять всей мощи 47-го танкового корпуса фашистов, пытавшегося ворваться в Почеп.
2 октября 1941 года, немцы порвали оборону на р. Десна, северо-западнее Брянска и западнее ст. Фаянсовая на фронте 279 и 299 стрелковых дивизий и двинулись на Людиново и Жиздру. 290 стрелковая дивизия получила задачу выйти в район п. Ивот, г. Дятьково и п. Старь, прикрыв тем самым правый фланг 50-й армии.
3 октября 1941 года, 290-я дивизия форсированным маршем , совершив 65 километровый переход, сосредоточилась в городе Дятьково и заняла оборону, прикрывая Ивот и Старь с запада и северо-запада.
5 октября 1941 года противник передовыми отрядами подошёл к п.Ивот боевое охранение 878-й стрелковый полк, прикрывавшего подступы к посёлку, вступили в бой с немецкими отрядами, атаковавшие его силой до батальона пехоты и полуэскадрона кавалерии. В результате стойкого сопротивления противник понёс большой урон и потеряв 100 человек убитыми, отступил. Несколько кавалеристов были взяты в плен.  
К этому времени немцы захватили Бежицу, Орёл, на юге противник подходил к Мценску, на севере к Калуге. Заняв Карачев, противник вышел в тыл 50-й армии, захватив её в глубокий «стальной мешок».
8 октября 1941 года на 290-ю стрелковую дивизию было возложена задача прикрывать планомерный отход войск армии. Выполнив поставленную задачу, части дивизии выступили из г.Дятьково в направлении города Белёв.
24 июля 1944 года 878-й стрелковый полк вышел к Государственной границе СССР, в пяти километрах западнее населённого пункта Вакуны.
За мужество и отвагу, проявленные при овладении городом и крепостью Остроленка, приказом Верховного Главнокомандующего всему личному составу 290-й дивизии была объявлена благодарность. А наш 878-й стрелковый полк получил наименование Остроленковский.
День победы 878-й стрелковый полк встретил в лесах севернее города Плауэ.
В первых числах июня дивизия и полк получили приказ следовать своим ходом в Советский Союз. После трёх месяцев пути 290-ю дивизию командование округа разместило в трёх военных городках. В одном из белорусских городов обосновались штаб дивизии и 878-й полк.

## Полное наименование
878 стрелковый Остроленковский Краснознамённый ордена Суворова полк

## Командиры
- Р. В. Ахметов, майор (погиб 13.10.1941)[3]
- Ю. О. Штивель, майор (погиб в марте 1942)[3]
- И. В. Урюпин, подполковник[1]
- С. Ф. Пузырев, майор[1]
- Ф. Р. Симуков, майор[1]
- В. Т. Анашкин, майор[1]
- М. Г. Хомуло, подполковник[1]